# Crans (Ain)
Crans egy település Franciaországban, Ain megyében. Lakosainak száma 316 fő (2022. január 1.). Crans Chalamont, Châtillon-la-Palud, Rignieux-le-Franc, Versailleux és Villieu-Loyes-Mollon községekkel határos.

## Népesség
A település népességének változása:
| Lakosok száma | 119  | 145  | 209  | 273  | 264  | 267  | 266  | 291  | 303  | 316  |
|               | 1968 | 1982 | 1990 | 2006 | 2013 | 2015 | 2017 | 2019 | 2020 | 2022 |